# Diocesi di Broken Bay
La diocesi di Broken Bay (in latino Dioecesis Sinus Tortuosi) è una sede della Chiesa cattolica in Australia suffraganea dell'arcidiocesi di Sydney. Nel 2022 contava 253.445 battezzati su 1.039.830 abitanti. È retta dal vescovo Anthony Randazzo.

## Territorio
La diocesi comprende la regione di Broken Bay, a nord del centro di Sydney, nello stato del Nuovo Galles del Sud in Australia.
Sede vescovile è la città di Pennant Hills. La cattedrale di Nostra Signora del Rosario si trova a Waitara. A St Ives sorge l'ex cattedrale del Corpus Domini.
Il territorio si estende su 2.763 km² ed è suddiviso in 26 parrocchie.

## Storia
La diocesi è stata eretta l'8 aprile 1986 con la bolla Quippe cum aeternam di papa Giovanni Paolo II, ricavandone il territorio dall'arcidiocesi di Sydney.
Il 25 aprile 2008 la cattedrale è stata traslata nella chiesa di Nostra Signora del Rosario di Waitara in forza del decreto Ut spirituali della Congregazione per i Vescovi.

## Cronotassi dei vescovi
Si omettono i periodi di sede vacante non superiori ai 2 anni o non storicamente accertati.
- Patrick Laurence Murphy † (8 aprile 1986 - 9 luglio 1996 ritirato)
- David Louis Walker (9 luglio 1996 - 13 novembre 2013 ritirato)
- Peter Andrew Comensoli (20 novembre 2014 - 29 giugno 2018 nominato arcivescovo di Melbourne)
- Anthony Randazzo, dal 7 ottobre 2019

## Statistiche
La diocesi nel 2022 su una popolazione di 1.039.830 persone contava 253.445 battezzati, corrispondenti al 24,4% del totale.
| anno | popolazione | popolazione | popolazione | presbiteri | presbiteri | presbiteri | presbiteri                | diaconi | religiosi | religiosi | parrocchie |
| anno | battezzati  | totale      | %           | numero     | secolari   | regolari   | battezzati per presbitero | diaconi | uomini    | donne     | parrocchie |
| ---- | ----------- | ----------- | ----------- | ---------- | ---------- | ---------- | ------------------------- | ------- | --------- | --------- | ---------- |
| 1990 | 153.728     | 658.900     | 23,3        | 136        | 55         | 81         | 1.130                     |         | 133       | 192       | 39         |
| 1999 | 191.728     | 767.241     | 25,0        | 103        | 49         | 54         | 1.861                     |         | 99        | 154       | 39         |
| 2000 | 187.837     | 815.647     | 23,0        | 106        | 52         | 54         | 1.772                     |         | 92        | 154       | 39         |
| 2001 | 187.854     | 835.043     | 22,5        | 105        | 49         | 56         | 1.789                     |         | 96        | 154       | 39         |
| 2002 | 198.820     | 848.631     | 23,4        | 101        | 41         | 60         | 1.968                     |         | 98        | 154       | 39         |
| 2003 | 179.710     | 849.413     | 21,2        | 95         | 40         | 55         | 1.891                     |         | 93        | 150       | 39         |
| 2004 | 203.969     | 811.406     | 25,1        | 108        | 42         | 66         | 1.888                     |         | 77        | 150       | 40         |
| 2006 | 206.000     | 819.000     | 25,2        | 117        | 43         | 74         | 1.760                     | 4       | 85        | 32        | 40         |
| 2012 | 389.465     | 915.536     | 42,5        | 112        | 37         | 75         | 1.477                     | 5       | 99        | 63        | 26         |
| 2015 | 229.191     | 938.978     | 24,4        | 109        | 47         | 62         | 2.102                     | 7       | 85        | 63        | 26         |
| 2018 | 238.800     | 978.880     | 24,4        | 104        | 42         | 62         | 2.296                     | 7       | 79        | 41        | 26         |
| 2020 | 246.250     | 1.009.400   | 24,4        | 95         | 40         | 55         | 2.592                     | 6       | 74        | 30        | 26         |
| 2022 | 253.445     | 1.039.830   | 24,4        | 103        | 41         | 62         | 2.460                     | 7       | 71        | 19        | 26         |